# Orthilia obtusata
Orthilia obtusata là một loài thực vật có hoa trong họ Thạch nam. Loài này được (Turcz.) H. Hara mô tả khoa học đầu tiên năm 1944.